# 13086 Sauerbruch
13086 Sauerbruch è un asteroide della fascia principale. Scoperto nel 1992, presenta un'orbita caratterizzata da un semiasse maggiore pari a 2,8006382 UA e da un'eccentricità di 0,1905647, inclinata di 9,45047° rispetto all'eclittica.